# 새미 산체스
새미 산체스(Sammi Sanchez, 1998년 1월 28일 ~ )는 멕시코, 미국의 가수, 배우이다.